# Gašper Rojko
Gašper Rojko (tudi Kaspar Royko), slovenski teolog, rimskokatoliški duhovnik, zgodovinar in prostozidar, * 1744, † 1819.
Rojko je bil profesor cerkvene zgodovine na Karlovi univerzi v Pragi, bil pa je tudi član praške prostozidarske lože Resnica in enotnost.